# Castelul Valentino
Castelul Valentino (în italiană Castello del Valentino) este unul dintre cele mai remarcabile monumente istorice din Torino, Italia, care a servit ca reședință a familiei regale Savoia. Situat în Parcul Valentino, pe malul râului Po, castelul reprezintă un exemplu al arhitecturii și designului renascentist.
Clădirea a intrat în proprietatea statului italian în anul 1850 și a fost ulterior atribuită Universității Politehnice din Torino. Astăzi, Castelul Valentino găzduiește sediul Departamentului de Arhitectură și oferă cursuri de licență și masterat în domeniul arhitecturii.
Începând din 1997, Castelul Valentino a fost inclus pe Lista Patrimoniului Mondial, ca parte a sitului serial UNESCO Residenze Sabaude.

## Istorie

### Etimologia toponimului
Originea numelui Castelul Valentino rămâne incertă și a generat diverse teorii și ipoteze în timp. Primul document care menționează toponimul Vallantinum în legătură cu zona datează din 1275 și indică morfologia terenului din jurul castelului, caracterizat de o mică vale în care un pârâu curgea paralel cu râul Po.
Alte surse istorice sugerează că numele poate proveni de la Sfântul Valentin, al cărui presupuse moaște erau păstrate într-o mică biserică aflată în actualul parc[2]. Pentru a sprijini această ipoteză, unele studii susțin că obiceiul de a sărbători Ziua Îndrăgostiților își are originea în parcul fluvial din Torino. Se spune că în fiecare an, la 14 februarie, nobilimea vremii participa la o sărbătoare galantă în care fiecare doamnă își numea cavalerul „Valentin”. Această tradiție ar fi putut influența denumirea castelului și a terenului din jurul său.

### Edificiul primar
Castelul Valentino, inițial era o vilă aristocratică suburbană care aparținea familiei Birago. În anul 1564, Renato Birago, un nobil din curtea Savoiei, a vândut vila Ducelui Emanuele Filiberto de Savoia. Cu toate acestea, în 1565, ducele de Savoia s-a văzut nevoit să o vândă trezorierului ducal, Giovanni De Brosses.
Ulterior, în anul 1570, ducele Emanuele Filiberto de Savoia a reușit să recupereze Castelul Valentino, la sfatul și intervenția arhitectului Andrea Palladio. Sub conducerea lui Palladio, clădirea a suferit o extindere substanțială, finalizată în anul 1578.
După moartea ducelui Emanuele Filiberto de Savoia în 1580, clădirea Castelul Valentino a fost moștenită de Carol Emanuel I. La scurt timp, în 1583, Carol Emanuel I a cedat castelul lui Filip I d'Este. Cronicile din 1585 menționează că Filip I d'Este a fost gazda care a întâmpinat cortegiul de nuntă al lui Carol Emanuel I, care s-a deplasat la Torino pe calea fluvială împreună cu mireasa sa, Ecaterina de Austria. În această perioadă, Castelul Valentino a servit ca locuință pentru diverse familii nobile precum Este di San Martino, Saintmerane, Cicogna, Pacelli și Calvi, care au achiziționat porțiuni ale castelului.
Aceste informații provin din surse istorice și cronici care documentează evenimentele și transformările Castelul Valentino în secolul al XVI-lea. Clădirea a fost martora trecerii sub diferite proprietăți nobiliare și a fost locuită de către familii prestigioase care și-au pus amprenta asupra ei.

### Madame Cristina și prima remodelare
Forma actuală a clădirii, se datorează lui Cristina Maria de Bourbon, soția lui Victor Amadeus I de Savoia, care a primit Castelul Valentino ca dar de nuntă. După decesul soțului său, Madama Cristina a rămas văduvă și a fost nevoită să preia regența Ducatului de Savoia într-un context istoric dificil marcat de lupte dinastice. În această perioadă, ea a inițiat un amplu program de remodelare a castelului, coordonat inițial de arhitectul de curte Carlo di Castellamonte și ulterior de fiul ei, Amedeo.
Intenția principală a Madamăi Cristina a fost de a transforma Castelul Valentino într-o maison de plaisance, în conformitate cu gusturile franceze ale vremii. Prima etapă a intervențiilor decorative s-a concentrat asupra apartamentului de la primul etaj și a fost finalizată între anii 1620 și 1621. Frizele și bolțile acestor încăperi au fost decorate cu fresce și stucaturi realizate de artiști originari din Lugano, cum ar fi Isidoro Bianchi și fiii săi Francesco și Pompeo, Tommaso Carlone și Carlo Solaro. Acești artiști au creat reprezentări poetice care abordau teme istorice ce subliniau legătura strânsă dintre curtea de Savoia și regatul Franței, precum și subiecte alchimice și florale.
În urma primei faze de lucrări, s-au creat noi încăperi în castel, printre care se numără Sala Verde, Sala Trandafirilor, Sala Zodiacului, Sala Nașterii Florilor, Sala Crinului și Cabinetul de Flori. 

### A doua remodelare
Madamă Cristina își petrecea perioade lungi de timp la reședința Valentino, iar în cadrul celei de-a doua remodelări majore, realizate în 1645, au fost adăugate trei pavilioane frontale conectate de două aripi laterale cu porticuri terasate. Acestea au culminat cu o exedră semicirculară care delimita marea curte de onoare.
În cadrul acestei a doua intervenții, interioarele clădirii au fost, de asemenea, extinse și transformate. Astfel, au fost create următoarele încăperi: Sala de Război, Sala Magazinelor, Sala Magnificenței, Sala de Vânătoare, Sala de Ospăț și Cabinetul Muncilor lui Hercule. 

### A treia remodelare
Odată cu finalizarea lucrărilor în anul 1660, Castelul Valentino a căpătat forma sa actuală, evidențiind acoperișuri înclinate în stil francez. De asemenea, a fost adăugat noul fronton exterior, pe care a fost instalată o placă comemorativă.
În ceea ce privește decorațiunile interioare, temele au fost conturate de Emanuele Tesauro la cererea Madamăi Cristina. Pentru realizarea acestui nou ciclu de decorațiuni, artiștii din familia Bianchi, originari din Lugano, au fost chemați din nou la Torino. Ei au creat bogate partituri de stuc, în colaborare cu Alessandro și Carlo Casella, Bernardino Quadri, Elia Castelli și Giovan Luca Corbellino. De asemenea, realizarea frescelor a fost încredințată unor artiști precum Giovanni Paolo și Giovanni Antonio Recchi.

### Castelul Valentino în secolul al XIX-lea

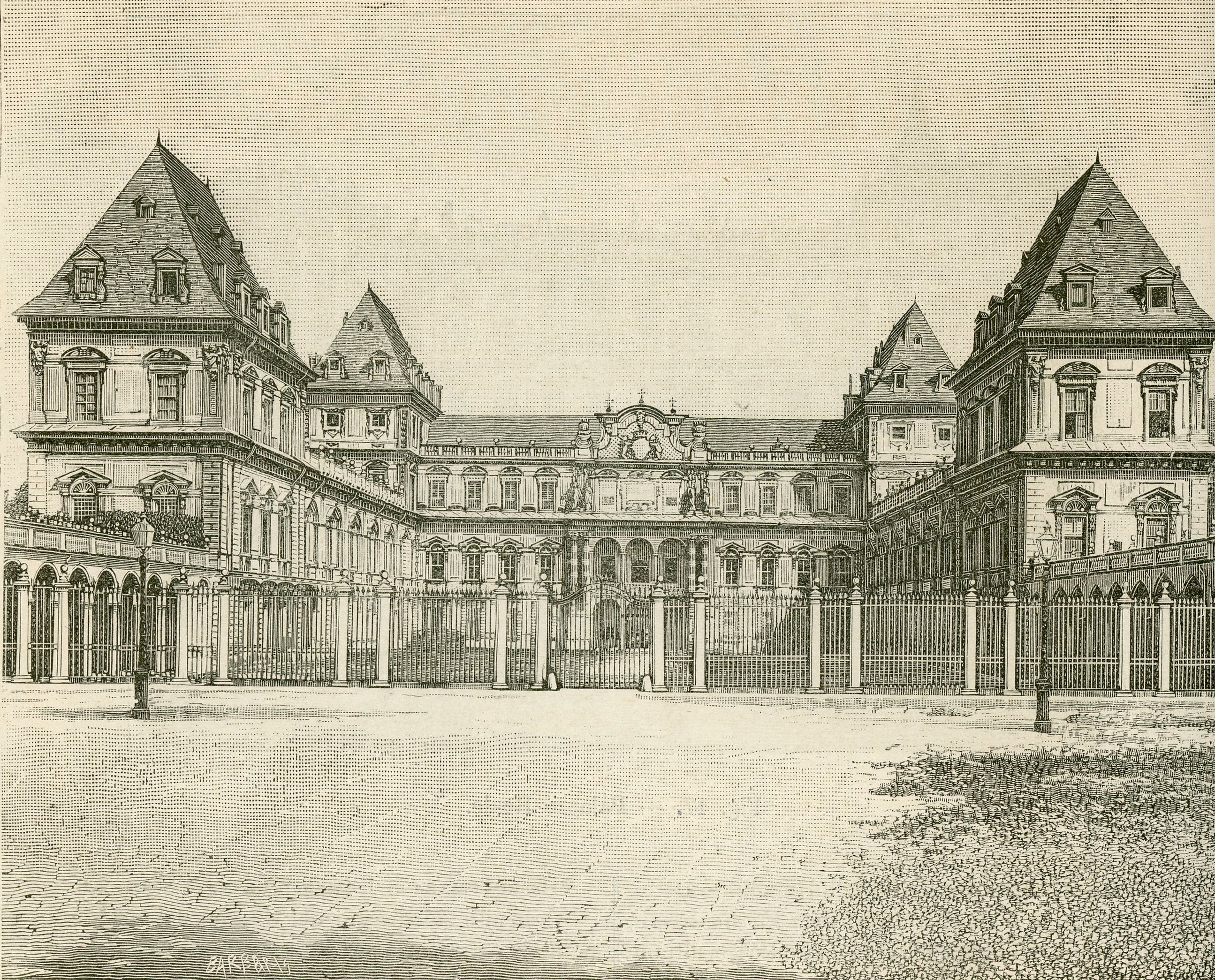
Castelul Valentino ilustrat într-o gravură pe lemn din secolul al XIX-lea

Odată cu extinderea orașului, Castelul Valentino a fost încorporat în țesutul urban, devenind un element caracteristic al zonei adiacente. Cu toate acestea, clădirea a rămas înconjurată de spațiile verzi ale parcului Valentino. În anul 1855, parcursul parcului a fost complet reproiectat în urma unui concurs internațional câștigat de Jean-Baptiste Kettmann.
În a doua jumătate a secolului al XIX-lea, Castelul Valentino, la fel ca și alte reședințe Savoia, a primit o destinație militară. Încă din timpul dominației franceze, printr-un act guvernamental din 19 decembrie 1805, întreaga structură a fost atribuită Armatei Regale. Aici s-au înființat corpurile de artilerie și cavalerie, iar ulterior a fost înființată prima Școală veterinară a orașului. Utilizarea militară a fost de scurtă durată, însă urme ale acesteia se pot observa în decorațiile ușilor pavilionului de sud-est, care inițial asigurau accesul la terasa care lega pavilionul de vest.
Odată cu Restaurația, familia Savoia a continuat să folosească Castelul Valentino în scopuri militare. În anul 1824, două batalioane de artilerie au fost staționate aici, iar din 1831 clădirea a devenit sediul noului Corp al Inginerilor. Acesta împărțea utilizarea apartamentelor regale cu Camera Regală de Agricultură și Comerț. Utilizarea militară a clădirii a continuat până în 1857, când în perspectiva celei de-a VI-a Expoziții Naționale de Produse Industriale din anul următor, ministrul de finanțe de atunci, Camillo Benso di Cavour, a încredințat arhitecților Domenico Ferri și Luigi Tonta renovarea castelului. Această renovare a implicat o transformare generală a interioarelor castelului și a aripilor sale laterale, păstrându-se astfel configurația internă care le caracterizează și în prezent.

### Castelul Valentino între secolele XIX și XX

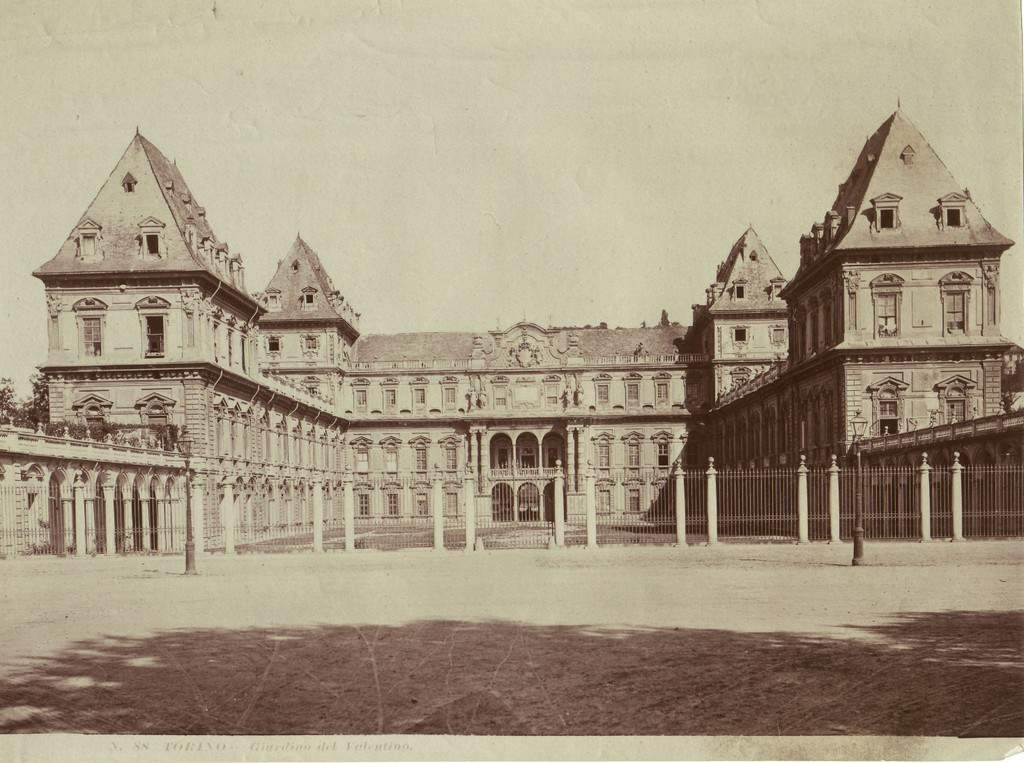
Castelul Valentino fotografiat la începutul secolului XX

Între anii 1862 și 1866, Castelul Valentino a fost supus unei noi remodelări. În timpul acestei renovări, hemiciclul din față și pavilionul central au fost demolate pentru a face loc unei noi porți, care permitea accesul în curtea interioară. În același timp, curtea interioară a fost refăcută cu pavele decorative, conferindu-i un aspect estetic plăcut.
În anul 1864, clădirea a devenit sediul Regio Museo Industriale (Muzeul Regal Industrial), iar în 1880 a fost finalizată aripa sudică, care găzduia laboratoarele de hidraulică ale Regia Scuola di Applicazione per gli Ingegneri (Școala Regală de Aplicație pentru Ingineri). În 1906, Regia Scuola di Applicazione și Regio Museo Industriale au fuzionat, formând Regio Politecnico di Torino (Politehnica Regală din Torino).
În perioada celui de-Al Doilea Război Mondial, clădirea a suferit daune în urma bombardamentelor din 1942 și 1943, care au afectat grav acoperișul și au dus la deteriorarea tencuielilor și frescelor din unele dintre încăperile interioare. Cu toate acestea, restaurarea a fost realizată prompt începând din anul 1945.

### Castelul Valentino în prezent

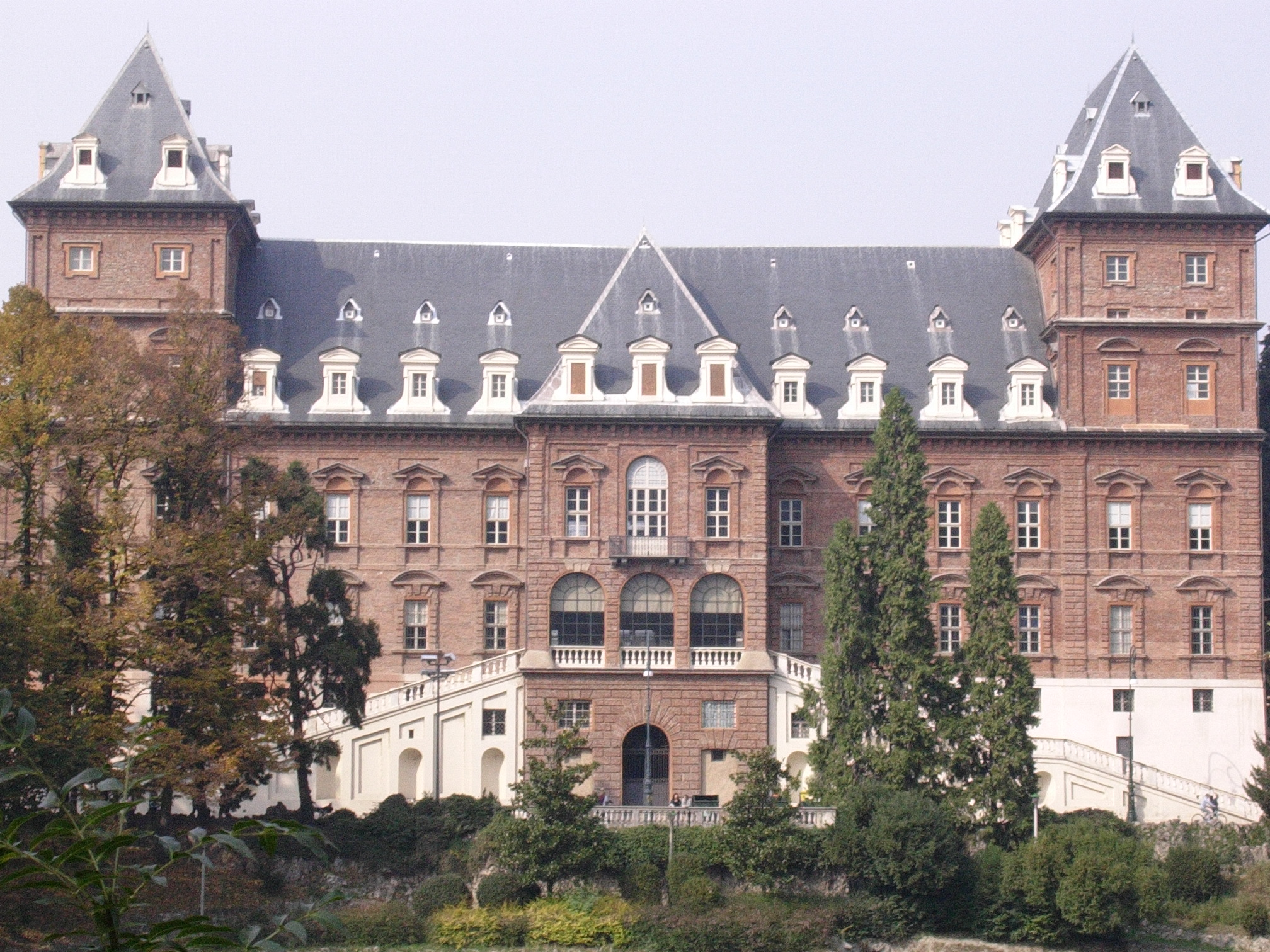
O vedere a fațadei, cu vedere la Po

Începând cu sfârșitul anilor 1940, Castelul Valentino, care este deținut de Politehnica din Torino, a fost utilizat exclusiv pentru cursurile de trei ani și de masterat ale Departamentului de Arhitectură. În anul 1997, clădirea a fost inclusă în Lista Patrimoniului Mondial UNESCO.
Recent, Castelul Valentino a fost supus unor ample lucrări de restaurare, care au inclus și readucerea culorilor originale ale fațadei. La data de 12 mai 2007, Sala dello Zodiaco (Sala Zodiacului) a fost redeschisă publicului, iar celelalte încăperi de la primul etaj, care găzduiesc birourile Departamentului de Arhitectură și Design al Politehnicii din Torino, pot fi, de asemenea, vizitate.
La data de 7 februarie 2018, a fost redeschisă publicului o capelă din secolul al XVII-lea, proiectată de Amedeo di Castellamonte și reconstruită la începutul secolului al XX-lea. Această capelă a fost descoperită în timpul ultimelor lucrări de restaurare ale clădirii.

## Arhitectura
Castelul Valentino este construit într-un stil clasicist, specific perioadei baroce, cu influențe puternice franceze. Aspectul său actual este rezultatul multiplelor modificări realizate de-a lungul secolelor.
Clădirea se întinde pe o suprafață de aproximativ un hectar, iar construcția în sine ocupă peste 8.000 de metri pătrați. Are un plan simetric în formă de U, cu o curte interioară spațioasă pavată, delimitată de o poartă monumentală pe latura vestică. Elevațiile principale, orientate spre oraș, sunt decorate cu placări din stuc și tencuială ușoară. Fațada centrală are ferestre pătrate regulate, fiecare cu un timpan neoclasic deasupra lor. Intrarea principală se află în centru și este evidențiată de un portic cu trei arcuri rotunde, deasupra căruia se află o logie. Elevațiile laterale ale manșoanelor de legătură cu pavilioanele prezintă aceeași stilistică, la fel ca și structura laterală dinspre sud, numită Manșonul Experimentelor Hidraulice.
Clădirea principală este amplasată în partea de est, în apropierea râului Po și în direcția Viale Virgilio, principala arteră pietonală din Parcul Valentino. Fațada estică este placată cu cărămidă și are o scară dublă monumentală, cu rampe care coboară din partea centrală proeminentă. Clădirea are cinci etaje deasupra solului în pavilioanele de colț, trei etaje pentru clădirea intermediară și aripa sudică, și doar două etaje pentru aripile laterale care leagă cele două pavilioane frontale de pe latura vestică. Cele două rânduri de lucarne de pe acoperiș imită aparent prezența unui etaj mansardat, o soluție tehnică și estetică care a permis moderarea pantei deja accentuate a acoperișului de ardezie.